# 公格尔峰
公格爾峰（維吾爾語：قوڭۇر تاغ‎ ，柯尔克孜语： K̂ongur Too）是中國新疆帕米爾高原的一座山峰，高7,649米。公格爾峰是柯爾克孜語，意謂「灰色的山」。公格爾峰、公格爾九別峰和慕士塔格峰属于东帕米尔高原，叶尔羌河将其与昆仑山脉隔断。
1981年，四位英國登山者首次登顶公格爾峰。

## 名称
“公格尔”在蒙古语中意为海骝马鬃黄色，在维吾尔语中意为鞍棕色、古褐色。不过Wald认为该词源于柯尔克孜语“铃”（ ）一词。